# Телон (река)
Телон (англ. Thelon River) — река на северо-западе Канады в Нунавуте.
Берёт своё начало из озера Уайтфиш (Северо-Западные территории). Течёт в восточном направлении. Её длина составляет около 900 км, а площадь бассейна равна 142 400 км². Река Телон протекает через озёра Линкс, Айберри, Беверли, Абердин, Шульц, Бейкер. Впадает в залив Честерфилд Гудзонова залива. Главные притоки: левый — река Хэнбури, правые — реки Элк и Дубонт.
В части бассейна реки находится большая территория без дорог, что позволило сохранить первозданную природу, растительный и животный мир. В 1990 году река была включена в Список охраняемых рек Канады.
Река упоминается в повести А. и Б. Стругацких «Жук в муравейнике». Согласно сюжету на ней расположена дипломатическая миссия голованов — собакоподобных разумных существ с другой планеты.